# サイナスリフト

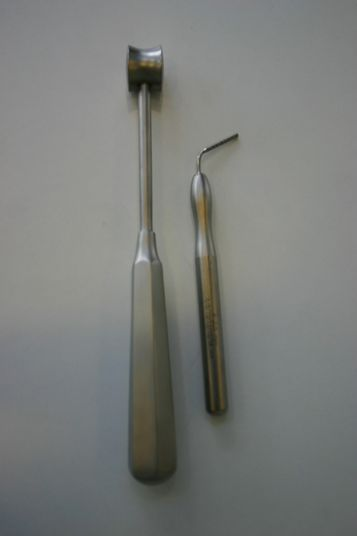
上顎洞窟の挙上に用いる器具

サイナスリフト (Sinus-lift procedure) は、デンタルインプラント治療に伴って行われる骨増成手術の一つ。
上顎臼歯部の上部には上顎洞と呼ばれる空洞があるが人により洞底線が下方まで伸びているため、インプラント体埋入に必要な量の骨が確保できない事がある。サイナスリフトは上顎洞粘膜（シュナイダー膜）を上顎洞から剥離して挙上、その挙上によってできたスペースに人工骨や他部位から採取した自家骨を移植する事により上顎洞底線の位置をあげ、インプラント埋入手術に必要な骨の厚みを獲得する方法である。